# Stazione di Deruta
La stazione di Deruta-San Nicolò di Celle è una stazione ferroviaria sita in Località Viale (a circa 6 km da Deruta) sulla Ferrovia Centrale Umbra nel tratto tra Perugia e Terni.
La gestione degli impianti è affidata a Rete Ferroviaria Italiana (RFI).

## Struttura ed impianti
Il fabbricato viaggiatori (ristrutturato nel marzo 2009) è molto simile agli altri presenti sulla linea: un corpo centrale su due livelli, da cui si diramano due ali di minori dimensioni, ad un solo piano. Soltanto una parte del piano terra è fruibile per i viaggiatori; il resto ospita l'ufficio tecnico di FCU, mentre il livello superiore è adibito ad abitazione privata. Il colore del fabbricato è rosa antico, e sulla facciata prospiciente i binari sono inserite alcune maioliche artistiche, tipiche di Deruta, realizzate dalle locali botteghe artigiane.
È presente una sala di attesa, con distributore di snack e bevande.
Altri piccoli fabbricati ad un solo piano, sempre di color giallo, hanno funzione di deposito.
Nel lato Terni della stazione rimane ancora il magazzino merci, non più utilizzato, ma mantenuto in buone condizioni.
Il piazzale si compone di due binari, oltre ad un tronchino, ora in disuso, per l'accesso allo scalo merci. I binari sono serviti da una banchina e sono collegati fra loro da una passerella. Il binario 1 è di corsa, mentre il binario 2 viene usato per le precedenze fra i treni.

## Servizi
- Sala d'attesa

## Movimento
Il servizio di trasporto passeggeri è effettuato per conto della Regione Umbria da Trenitalia. Le principali destinazioni dei treni che effettuano servizio in questa stazione sono: Terni, Perugia Sant'Anna e Sansepolcro. Sono circa venticinque i treni che fermano in questa stazione.
Dal 25 dicembre 2017 la stazione è chiusa in attesa dei lavori di manutenzione di impianti e sostituzione dei binari.